# Rien (plaats)
Rien is een dorp in de gemeente Súdwest-Fryslân, in de Nederlandse provincie Friesland. Rien ligt ten noorden van Sneek, tussen Lutkewierum en Itens aan de Franekervaart, voornamelijk aan de noordelijke oever. Rien vormt samen met de dorpen Hennaard, Itens en Lutkewierum een gemeenschap die de 4 Dorpen (de fjouwer doarpen) wordt genoemd.
In 2023 telde het dorp 100 inwoners. Rien was eeuwenlang bekend om diens paardenmarkt.

## Geschiedenis
Rien is ontstaan bij een sluis (zijl). De eerste vermelding van de plaats stamt uit 1527, als Reensterzyl en later als Reen en Rien. De naam is afgeleid van een ander woord voor water, zoals het Friese rein (regen).
Ondanks dat Rien gaandeweg groeide en bekend raakte viel de plaats lang onder Luktewierum. In de twintigste eeuw werd uiteindelijk de dorpsstatus verkregen. Tot de gemeentelijke herindeling in 1984 maakte Rien deel uit van de gemeente Hennaarderadeel, die toen met de gemeente Baarderadeel opging in de nieuwe gemeente Littenseradeel. In 2018  ging deze laatste op in de gemeente Súdwest-Fryslân.

## Beschermd dorpsgezicht
Rien heeft een beschermd dorpsgezicht, een van de beschermde stads- en dorpsgezichten in Friesland. In Rien staan meerdere rijksmonumenten.

## Sport en cultuur
Een aantal verenigingen worden gedeeld met de andere dorpen van de fjouwer doarpen, zoals de dorpsbelangenvereniging, de kaatsvereniging Itens e.o., de dartclub De Fjouwer Flaaijers en de Filmclub de Fjouwerdoarpen. Ook de dorpskrant en het dorpshuis De Lytse Fjouwere, is gezamenlijk. De laatste is in Itens. In Rien is een toneelvereniging actief, hoewel deze ook leden uit omliggende dorpen trekt. 